# Одні неприємності
«Одні неприємності» («Nothing but Trouble») — американська кінокомедія 1991 року, знята Деном Ейкройдом, він же зіграв головні ролі разом з Джоном Кенді, Демі Мур і Чеві Чейзом.

## Сюжет
Фільм розповідає про пригоди групи людей, які опиняються в незвичайному містечку під назвою Валькенванія. Головний герой, бізнесмен на ім'я Джон, разом зі своїми друзями вирушає в подорож, яка швидко перетворюється на справжній кошмар. Вони стають жертвами дивних і небезпечних ситуацій, що виникають через незвичайні традиції та звичаї місцевих жителів, які виявляються не такими доброзичливими, як здавалося на перший погляд.

## У ролях
- Джон Кенді — Денніс / Елдона
- Демі Мур — Даяна Лайтсон
- Чеві Чейз — Кріс Торн
- Ден Ейкройд — Олвін / Бобо
- Велрі Бромфілд — роль другого плану
- Тейлор Негрон — роль другого плану
- Бертіла Дамас — роль другого плану
- Реймонд Джей Баррі — роль другого плану
- Браян Дойл-Мюррей — роль другого плану
- Джон Уеслі — роль другого плану
- Пітер Ейкройд — роль другого плану
- Деніел Болдуїн — роль другого плану
- Джим Стаскел — роль другого плану
- Дебора Лі Джонсон — роль другого плану
- Карла Тамбурреллі — роль другого плану
- Річард Крук — роль другого плану
- Роберт К. Уайсс — роль другого плану
- Лоренс Білзерян — роль другого плану
- Рон Ульстад — роль другого плану
- Стен Гарнер — роль другого плану
- Джеймс Френк Кларк — роль другого плану
- Тупак Шакур — роль другого плану
- Пол Леклер — роль другого плану
- Сьюзен Кампос — роль другого плану
- Хампті Хамп — роль другого плану
- Дженніфер Ван Баскірк — роль другого плану

## Знімальна група
- Режисер — Ден Ейкройд
- Сценаристи — Ден Ейкройд, Пітер Ейкройд
- Оператор — Дін Канді
- Композитор — Майкл Кеймен
- Художник — Вільям Сенделл
- Продюсери — Лестер Берман, Майкл Юїнг, Джон Шофілд, Роберт К. Вайсс